# Vigirima

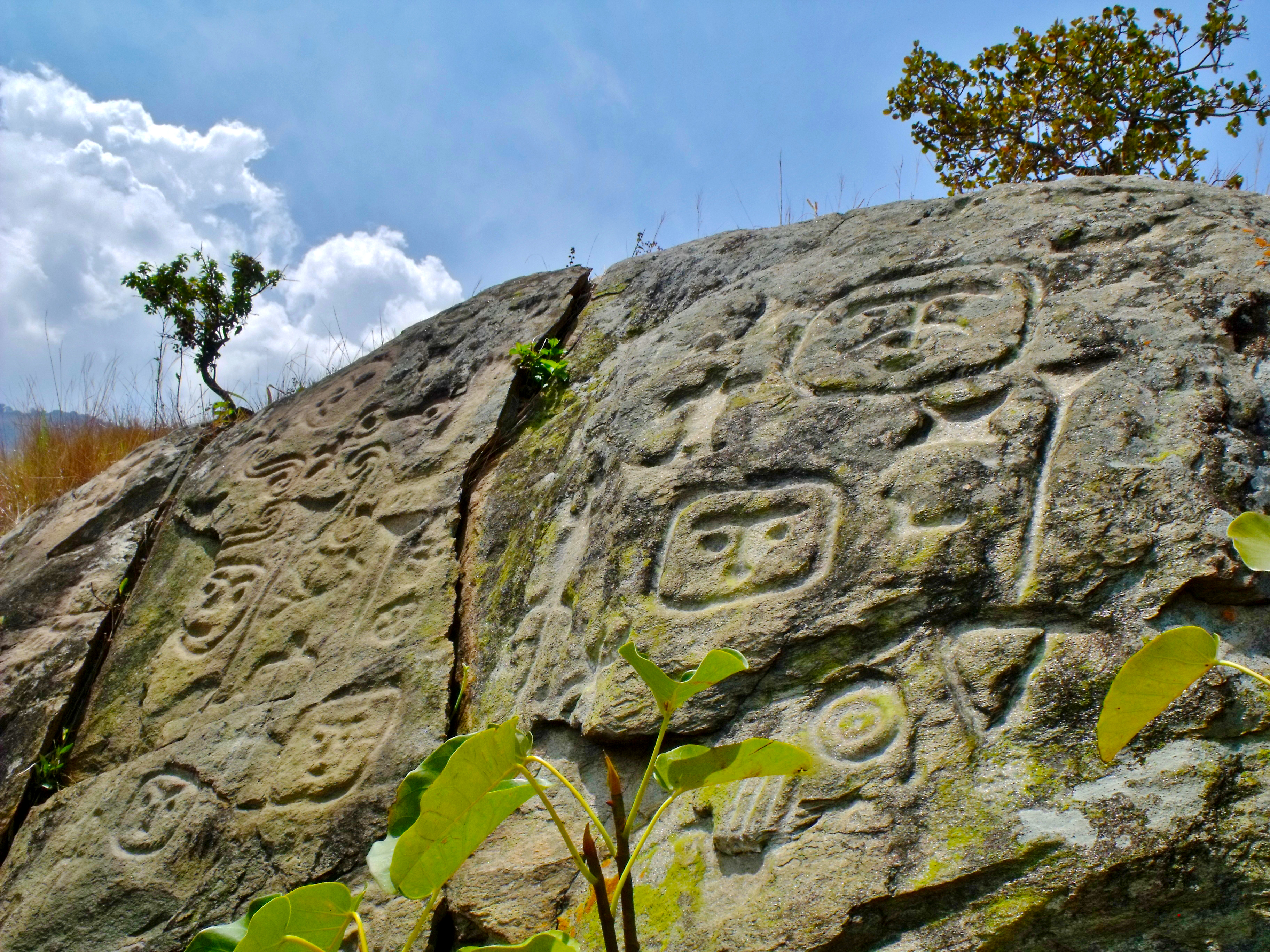
Petroglifos de Vigirima

Vigirima es una localidad venezolana ubicada en el norte del Lago de Valencia, cerca de Yagua, una parroquia del Municipio Guacara, del Estado Carabobo.

## Sitios de interés
- Parque arqueológico Piedra Pintada. Este es un parque con petroglifos de hasta dos mil años de edad realizados por los antiguos habitantes de la región, los indígenas arawacos.
- Museo de petroglifos precolombinos Parque Piedra Pintada.
- Campo de Vigirima donde se libró la batalla de Vigirima (1813) considerada la más larga de la independencia de Venezuela.

Cuentan los habitantes del lugar, que hace ya tiempo vinieron personas extranjeras y se llevaron los petroglifos más representativos con la ayuda de helicópteros-grúa. Hasta ahora, nadie conoce el paradero de dichas piedras.
En Vigrima hay hermosos ríos, valles y montañas del parque nacional San Esteban. Es la cuna del mango, el café y el cacao.

## Himno de Vigirima
Vigirima grande y gloriosa testimonio de libertad al final se alza tu escuela como símbolo de bondad es su gente agricultora es su gente muy servicial y por un largo camino esta el mango fruto regional, la batalla fue grandiosa y Bolívar derrotó al caudillo que nos oprimía y a nosotros liberto. Vigirima grande y gloriosa testimonio de libertad al final se alza tu escuela como símbolo de bondad.